# 五反田オリンピア映画劇場
五反田オリンピア映画劇場（ごたんだオリンピアえいがげきじょう）は、かつて存在した日本の映画館である。第二次世界大戦後の1954年（昭和29年）8月、東京都品川区五反田（現在の東五反田）に輸入映画（洋画）の二番館として開館した。五反田地区においては戦後の後発組であったが、1961年（昭和36年）には閉館した。

## 沿革
- 1954年8月 - 開館[1][2]
- 1961年 - 閉館[6][7]

## データ
- 所在地 : 東京都品川区五反田1丁目152番地[1][2][4][5][6]
  - 現在の東京都品川区五反田東五反田1丁目9番7号、「東建東五反田マンション」の位置[8][9][10]

北緯35度37分42秒 東経139度43分34秒 / 北緯35.62833度 東経139.72611度
- 経営 : 東洋興行[1][2][4][5][6]
- 支配人 : 
  1. 水島正雄 （1954年[1] - 1955年）
  2. 石井一郎 （1955年[2] - 1958年前後[3]）
  3. 永井貞男 （1958年前後[5] - 1960年[5]）
  4. 菅野健次 （1960年 - 1961年[6]）
- 構造 : 鉄筋コンクリート造二階建[1][2][4][5]
- 観客定員数 : 192名（1954年[1]） ⇒ 270名（1955年[2]） ⇒ 315名（1960年 - 1961年[6]）

## 概要
第二次世界大戦後の1954年（昭和29年）8月、東京都品川区五反田1丁目152番地（現在の東五反田1丁目9番7号）に輸入映画（洋画）の二番館として開館した。同地は、1952年（昭和27年）12月4日に指定された国道1号に面しており、雉子宮（雉子神社）の並び、五反田駅寄りに位置した。開館当時の同館の経営は東洋興行、支配人は水島正雄、観客定員数は192名であったが、以降閉館まで、支配人はめまぐるしく変わった。水島正雄は、のちに世田谷区経堂の東洋映画劇場の支配人を務めた人物である。同館の開館当時、五反田地区にはすでに、五反田劇場（五反田1丁目260番地、経営・簱興行）、五反田名画座（五反田1丁目261番地、経営・鈴木聰子）、五反田東映劇場（五反田2丁目337番地、経営・東映）、東京セントラル劇場（のちの五反田日活劇場、五反田2丁目367番地、経営・東京国際興行）の4館があり、最後発であった。
翌1955年（昭和30年）には、同年9月までの時期に洋画の二番館から新東宝および大映作品の上映館に興行系統を変えている。新東宝では、同年12月に社長が交代し、大蔵貢が就任している。同年に支配人に就任した石井一郎は、のちに大宮オリンピア劇場（現在の埼玉県さいたま市大宮区仲町1丁目24番）の支配人を務め、埼玉県映画協会副理事長を務めた人物である。しかしながら五反田地区の大映の興行については、同年12月27日に観客定員数817名規模の巨大な映画館、五反田大映劇場（五反田1丁目254番地、経営・大映興行）が開館しており、ふたたび同館は、邦画の混映館になった。
新東宝は、1960年（昭和35年）12月1日、大蔵貢が社長退陣、翌1961年（昭和36年）8月31日には倒産しており、同館も同年9月までには閉館した。同館跡地には、1980年（昭和55年）1月、12階建マンション「東建東五反田マンション」が竣工した。
東五反田1丁目14番11号に現存するパチンコ店の「五反田ニューオリンピア」とは、所在地が異なる。